# Võ Thị Trà
Võ Thị Trà là một nữ tướng trước thời thực dân Pháp can thiệp vào Nam Kỳ, là người phụ nữ gắn trực tiếp với tên gọi một môn võ cổ truyền Việt Nam: Tân Khánh Bà Trà.

## Tiểu sử
Gốc gác của bà Trà vốn là dòng dõi của một vị tướng nhà Tây Sơn đã từ bỏ quê hương Tây Sơn, Bình Định vào đây sinh sống từ đầu thế kỷ 19 để tránh sự trả thù của vua Gia Long.
Tương truyền bà Trà từng lãnh đạo cuộc khởi nghĩa của nhân dân địa phương chống cường hào ác bá tại địa phương khoảng từ năm 1850 đến 1859.
Bà Võ Thị Trà cũng là người phụ nữ có công khai phá vùng đất mà nay là xã Bình Chuẩn, huyện Thuận An, tỉnh Bình Dương. Để ghi công của bà, nhân dân đã gọi vùng đất này bằng tên "đất Bà Trà", nay còn lưu lại tên giáo xứ Bà Trà với một nhà thờ Công giáo nằm trên địa bàn xã Bình Chuẩn, thuộc giáo phận Phú Cường.

## Bà Trà và võ phái Tân Khánh Bà Trà
Chính sự định cư của vị tướng này và sau là uy danh của bà Trà mà môn phái võ thuật Tân Khánh đã được nối dài thêm hai tiếng Bà Trà để thành võ thuật Tân Khánh Bà Trà.